# Фрітхель (стадіон)
«Фрітхель» або «Фрітхельстадіон»(нід. «Freethielstadion») — футбольний стадіон у місті Беверен, Бельгія, домашня арена ФК «Васланд-Беверен».
Стадіон побудований та відкритий 1938 року на місці велотреку, який був особливо популярний у ті роки серед мешканців міста. Спочатку стадіон використовувався як домашня арена ФК «Беверен». Стадіону присвоєно ім'я Фрідеріка Тілеманса (з нідерландської FREderik THIELemans), який був першим власником арени. У 1949 році арена була реконструйована. Було встановлено новий газон, побудовано дерев'яну конструкцію трибуни, роздягальні та підтрибунні приміщення. 1967 року місткість стадіону збільшено до 16 350 місць. У 1972 році арену розширено до 18 000 місць, а за два роки, у 1972 році, «Фрітхель» вже вміщував 22 000 глядачів. Тоді ж було встановлено штучне освітлення арени. Стадіон був приведений до загальноєвропейських стандартів. Але після 1990 року, коли УЄФА вирішив підвищити вимоги до арен, які проводять матчі під його егідою, «Фрітхель» виявився застарілим у плані безпеки та комфорту. Зокрема недоліки були виявлені у конструкції трибун. Тому з цього часу стадіон був закритий для матчів під егідою УЄФА. У 2005 році було запропоновано проект капітальної реконструкції арени для приведення її до стандартів УЄФА. 2008 року арена була відкрита після реконструкції, в результаті якої стала сучасним футбольним стадіоном зі всією інфраструктурою та обладнанням і встановленою місткістю 8 190 сидячих місць. Після запланованого розширення у 2011 році місткість стадіону планувалося збільшити до 13 290 місць, однак цей проект так і не було реалізовано. 
Після розформування 2010 року «Беверена» стадіон є домашньою ареною «Васланд-Беверена», який до цього тут також проводив домашні матчі.